# Distretto di Neftçala
Il distretto di Neftçala (in azero: Neftçala rayon) è un distretto dell'Azerbaigian. Il suo capoluogo è Neftçala.